# Isla de Aquech
La isla de Aquech o isla de Aqueche, llamada también en euskera Akatxe Uhartea, Aketx Uhartea o Akatz Uhartea, y recogida en la toponimia oficial del País Vasco como Akatx Uhartea, es una isla situada en el entorno del cabo Machichaco en la localidad vizcaína de Bermeo, en el País Vasco, España. 
Con una superficie de tres hectáreas, se trata de una mole pétrea con escasa vegetación y apariencia de peñón, casi inabordable. Es un santuario de cría de aves marinas como el cormorán grande. Está situada junto a la pequeña isla (convertida en península por una pasarela y un pequeño puente) de Gaztelugache, esta última de menor altitud y superficie, formando junto a ella un biotopo protegido.